# Viola bulbosa
Viola bulbosa är en violväxtart. Viola bulbosa ingår i släktet violer, och familjen violväxter.

## Underarter
Arten delas in i följande underarter:
- V. b. bulbosa
- V. b. tuberifera